# Monty Woolley
Edgar Montillion "Monty" Woolley (født 17. august 1888, død 6. maj 1963) var en amerikansk teater-, film-, radio- og tv-skuespiller.

## Opvækst
Woolley blev født i New York City til en velhavende familie (hans far ejede Bristol Hotel), og han voksede op i de højeste sociale kredse i New York. Woolley blev uddannet på Yale University og senere på Harvard University. Han blev til sidst en assisterende professor i engelsk og dramalærer på Yale. Thornton Wilder og Stephen Vincent Benét var blandt hans mere berømte studerende.

## Karriere
Woolley forlod sin akademiske karriere, og begyndte at optræde på Broadway i 1936. Sammen med Clifton Webb, underskrev Woolley en kontrakt med 20th Century Fox i 1940. I en alder af 50 år, opnåede Woolley et af sine mål at opnå stjernestatus som skuespiller. En stor del af denne status, han havde fået for sin rolle i filmen Manden, der kom til middag (1942), som også var opsat på Broadway Theater. Woolleys karakteristiske hvide skæg var hans mest udbredte varemærker som skuespiller. Efter at have afsluttet sin sidste film Kismet (1955), var han på radio i omkring et år efter at have været tvunget til at gå på pension på grund af skrantende helbred.
Woolley blev nomineret til en Oscar to gange, for bedste mandlige hovedrolle for filmen Manden med pilefløjterne (1942) og for bedste mandlige birolle for filmen Usynlige lænker (1944). Han er også blevet tildelt en stjerne på Hollywood Walk of Fame.

## Død
Woolley døde på grund af komplikationer med nyrer og hjerte, 6. maj 1963 i Albany, New York. Han var 74 år gammel. Han er begravet på Greenridge Cemetery i Saratoga Springs, New York.